# Mieczysław Łazarski
Mieczysław Łazarski (ur. 1 stycznia 1852 w Jeleśni, zm. 7 maja 1930 w Krakowie) – polski matematyk, rektor Politechniki Lwowskiej.

## Życiorys
Był synem Józefa i Weroniki ze Szwedów, bratem Józefa (1854-1924), lekarza, profesora farmakologii i rektora Uniwersytetu Jagiellońskiego i Stanisława (1849-1938). Był żonaty z Joanną z Ilnickich; małżeństwo pozostało bezdzietne. W latach 1870–1876 studiował inżynierię lądowo-wodną na Uniwersytecie w Karlsruhe. Od 1878 był nauczycielem w wyższej szkole realnej w Stanisławowie, od 1885 w C. K. IV Gimnazjum we Lwowie. W 1883 obronił doktorat z matematyki na Uniwersytecie Lwowskim, a w 1885 uzyskał na Politechnice Lwowskiej habilitację z geometrii wykreślnej.
Od 1887 był profesorem zwyczajnym Politechniki Lwowskiej. Wykładał geometrię wykreślną na Wydziale Architektury i Wydziale Inżynierii, do 1894 także miernictwo. W latach 1893–1894 pełnił funkcję dziekana Wydziału Architektury, 1896–1897 był rektorem Politechniki. W latach 1888–1917 brał udział w pracach komisji egzaminacyjnej dla kandydatów na nauczycieli lwowskich szkół średnich. Z powodu utraty wzroku przeszedł na emeryturę w 1911; katedrę geometrii wykreślnej przejął po nim Kazimierz Bartel. W 1926 Łazarski otrzymał tytuł profesora honorowego Politechniki Lwowskiej.
Był czołową postacią tzw. lwowskiej szkoły geometrii wykreślnej. Do najważniejszych prac Łazarskiego zalicza się:
- Perspektywa linijna (z M. Rembaczem, 1880)
- O konstrukcji punktów przecięcia krzywych rzędu drugiego (1881, artykuł na łamach "Rozpraw i Sprawozdań Wydziału Matematyczno-Przyrodniczego Akademii Umiejętności")
- O konstrukcji i własnościach krzywych rzędu czwartego z punktem potrójnym (1886)
- O dwu twierdzeniach Steinera (1888)
- Zasady geometrii wykreślnej dla użytku wyższych szkół realnych (dwa tomy, 1889; do 1923 siedem wydań).